# Septième Fort

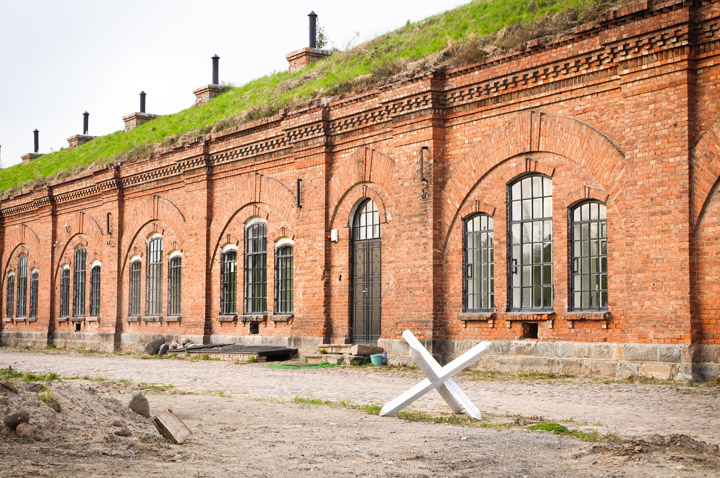
Caserne du Septième Fort.

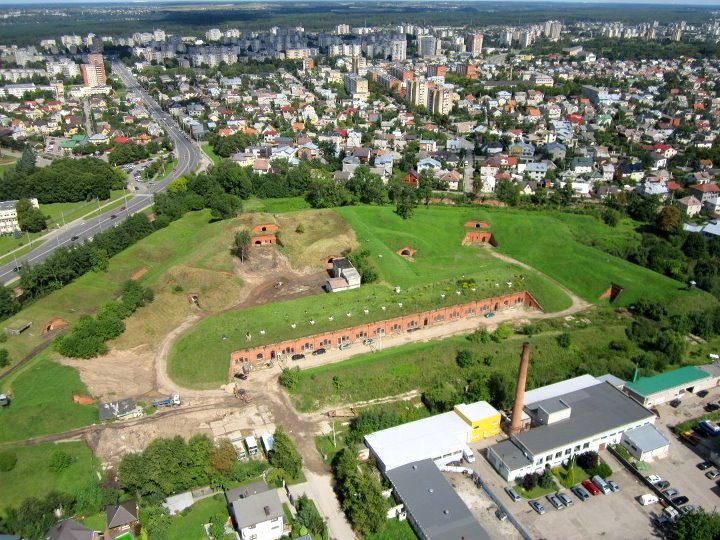
Vue aérienne du Fort en 2011.

Le Septième Fort ou VIIe Fort est une fortification défensive construite à Žaliakalnis (en), dans le district de Kaunas, en Lituanie.

## Histoire
Ce fort, proche des défenses centrales, est la dernière fortification en briques construite à l'arrière de la forteresse de Kaunas. Le premier propriétaire du fort est la 11e compagnie de l'Artillerie de la Forteresse de Kaunas (armée impériale russe). En 1915, l'armée allemande l'envahi et l'occupe sans rencontrer de résistance.
En 1941, des milliers de Juifs sont emprisonnés, affamés et finalement massacrés par des collaborateurs nazis lituaniens (bataillons TDA, police de sécurité et Ypatingasis būrys) dans ce qui était alors le plus grand massacre de l’histoire du pays. Le complexe est considéré comme le premier camp de concentration situé sur le territoire que l’Allemagne nazie a conquis lors de son invasion vers l’Est. Après la Seconde Guerre mondiale, les Soviétiques utilisèrent le fort à nouveau comme une prison durant plusieurs années.
Le Fort a été privatisé en 2009 et appartient maintenant au Centre du patrimoine militaire – une association non gouvernementale dirigée par un informaticien lituanien.
Le Septième Fort est l'un des exemples les plus remarquables d'un fort à deux remparts, illustrant la conception typique d'un fort en brique russe du XIXe siècle. De nombreux éléments authentiques subsistent, tels que les cadres de fenêtre en fer, les fragments de porte d’entrepôt de munitions. Au cours de la restauration du Fort, un certain nombre de détails intérieurs authentiques (décoration intérieure, pavage, garnitures des portes de stockage des munitions et du portail) ont été découverts.